# Präsidentschaftswahl in Simbabwe 2008
Die Präsidentschaftswahl in Simbabwe 2008 fand zusammen mit der Parlamentswahl und Kommunalwahlen am 29. März 2008 statt. Es waren insgesamt 5,9 Millionen Simbabwer zur Wahl aufgerufen.
Im Mittelpunkt des Interesses stand die Präsidentschaftswahl, bei der der amtierende Präsident Robert Mugabe für eine sechste Amtszeit kandidierte. Herausforderer Mugabes waren der Anführer der Oppositionspartei MDC, Morgan Tsvangirai, sowie die unabhängigen Kandidaten Simba Makoni und Langton Towungana. Während Towungana keine Chancen bei der Wahl eingeräumt wurden, galt Makoni, der bis 2002 Finanzminister von Simbabwe war und wegen seiner Kandidatur von der Regierungspartei ZANU-PF aus der Partei ausgeschlossen wurde, im Vorfeld der Wahl als der dritte aussichtsreiche Präsidentschaftskandidat.
Im Vorfeld der Wahl wurde von Experten vor Wahlfälschungen und möglichen Unruhen gewarnt. Internationale Wahlbeobachter wurden größtenteils ausgeschlossen, nur Vertreter befreundeter Staaten wurden zugelassen. Auch vielen ausländischen Journalisten wurde für die Wahlberichterstattung keine Akkreditierung erteilt.

## Wahlkampf
Nach der letzten Präsidentschaftswahl im Jahr 2002, bei denen Robert Mugabe Wahlfälschungen vorgeworfen wurden, war der Termin für die nächste Wahl lange umstritten. Nach der Parlamentswahl vom 31. März 2005 hatte Mugabe zunächst erklärt, 2007 zurückzutreten, danach wurde aber der Plan bekannt, die Präsidentschaftswahl zusammen mit der regulären Parlamentswahl im Jahr 2010 abzuhalten. Schließlich entschied das Zentralkomitee der regierenden ZANU-PF, die Amtsperiode der Präsidentschaft zu verkürzen und zusammen mit einer vorgezogenen Parlamentswahl im März 2008 abzuhalten. Mugabes erneute Kandidatur wurde im Dezember 2007 von der ZANU-PF bestätigt.
Als endgültiger Wahltermin wurde am 25. Januar 2008 trotz Boykottdrohungen der oppositionellen MDC der 29. März 2008 festgelegt. Die kurzfristige Ansetzung der Wahl, die der Opposition wenig Zeit zur Organisation ihres Wahlkampfes ermöglichte und den Vermittlungsversuchen des südafrikanischen Präsidenten Mbeki zwischen Regierung und Opposition ein Ende bereitete, wurde international kritisiert.
Die MDC entschied sich schließlich, mit Oppositionsführer Morgan Tsvangirai zur Wahl anzutreten. Als weitere Präsidentschaftskandidaten bewarben sich Simba Makoni, der als innerparteilicher Gegner Mugabes antrat, sowie der unabhängige Politiker Langton Towungana. Trotz der angespannten wirtschaftlichen Lage in Simbabwe, für die Mugabes Politik verantwortlich gemacht wird, war die regierende ZANU siegessicher.
Während des Wahlkampfes äußerten Oppositionspolitiker mehrmals die Sorge, dass die Wahl manipuliert werden könnte. Es wurde die Befürchtung geäußert, dass die Wählerlisten manipuliert sein könnten. Die Regierung Simbabwes hatte für die Wahlen Wahlbeobachter aus der EU sowie den Vereinigten Staaten ausgeschlossen. Die Außenminister der Europäischen Union erklärten daraufhin ihre Besorgnis, dass die Wahlen nicht frei und fair verlaufen könnten; Vertreter der Südafrikanischen Entwicklungsgemeinschaft (SADC) zeigten sich aber überzeugt, dass die Wahlen sauber seien.
Umfragen vor der Präsidentschaftswahl deuteten auf eine Entscheidung zwischen Mugabe und Tsvangirai hin. Die regierungsnahe Zeitung The Herald prognostizierte einen Tag vor der Wahl einen Wahlsieg für Mugabe mit 56 % der Stimmen, gefolgt von Tsvangirai mit 27 % und Makoni mit 14 %. Der Wahltag verlief weitestgehend friedlich, es wurden aber schon während des Wahlgangs Manipulationsversuche offensichtlich.

## Die wichtigsten Kandidaten

### Robert Mugabe
Robert Mugabe ist seit der Unabhängigkeit Simbabwes Regierungschef der Republik, zunächst als Ministerpräsident unter Präsident Banana, ab 1987 in Personalunion als Regierungschef und Staatspräsident. Eine zunehmend autokratische Herrschaft führte zur internationalen Isolierung Mugabes, zum Ausschluss aus dem Commonwealth of Nations und zu massiven wirtschaftlichen Problemen in Simbabwe. Die von Mugabe angeführte Zimbabwe African National Union (ZANU-PF) verteilte daher großzügig Geschenke in Form von Lebensmitteln an die verarmte Bevölkerung und höheren Gehältern für die Staatsangestellten.

### Morgan Tsvangirai
Morgan Tsvangirai, Führer der in sich zerstrittenen Oppositionspartei MDC, trat bereits zur Präsidentschaftswahl im Jahr 2002 gegen Mugabe an, verlor aber bereits im ersten Wahlgang gegen den Amtsinhaber. Trotzdem war Tsvangirais Stimmenanteil von 42 % der bisher höchste, den ein Gegenkandidat Mugabes erreichen konnte.
Tsvangirai will Simbabwe mit Wirtschaftsreformen und der Beendigung der internationalen Isolation aus der Krise führen. Nähere Angaben zum Regierungsprogramm blieb die Opposition bislang schuldig. Gespräche zwischen Tsvangirai und Arthur Mutambara, dem Anführer der von der MDC abgespaltenen Gruppierung, über eine Vereinigung der beiden Fraktionen waren Anfang Februar 2008 gescheitert. Mutambara erklärt, dass er nicht selbst bei der Präsidentschaftswahl antreten wollte, versagte Tsvangirai aber seine Unterstützung und sprach sich stattdessen für Simba Makoni aus.

### Simba Makoni
Simba Makoni gab seine Kandidatur erst am 5. Februar 2008 bekannt. Er war von 2000 bis 2002 Finanzminister von Simbabwe, hatte sich dann aber mit Präsident Mugabe überworfen. Seine überraschende Kandidatur führte zu Spannungen in der Regierungspartei ZANU-PF. Zwar wurde Makoni umgehend aus der Partei ausgeschlossen, doch setzte er in seinem Wahlkampf darauf, Anhänger der ZANU-PF für sich zu gewinnen. Dem Präsidenten Robert Mugabe wirft der ehemalige Finanzminister vor, die wirtschaftlichen Probleme und die hohe Inflation selbst verursacht zu haben. Makoni gilt als ein vom Westen unterstützter Kandidat, nach Angaben der staatlich kontrollierten Zeitung The Herald sei sein Wahlkampf von britischen und südafrikanischen Unternehmen finanziert worden.

## Nach der Wahl

### Verzögerte Bekanntgabe der Wahlergebnisse
Mit ersten Wahlergebnissen wurde für den 31. März 2008 gerechnet, durch die schleppende Auszählung der Stimmen verzögerte sich die Bekanntgabe offizieller Ergebnisse. Nach Umfragen des staatlich unabhängigen Zimbabwe Election Support Network sollte Morgan Tsvangirai mit einem Stimmanteil von 49 % vor Robert Mugabe liegen, der auf 42 % der Stimmen kam. Abgeschlagen war nach diesen Erhebungen der unabhängige Bewerber Makoni mit einem Stimmanteil von 8 %. Die Zeitung The Herald berichtete, dass erste Ergebnisse zeigten, dass keiner der Kandidaten die nötige Mehrheit von mehr als 50 % erreichen könne. Bei den Parlamentswahlen liefern sich MDC und ZANU-PF ebenfalls ein Kopf-an-Kopf-Rennen.
Angesichts des zu erwartenden knappen Wahlausgangs kursierten Spekulationen über das Schicksal von Präsident Mugabe. Diplomatischen Kreisen zufolge wollte sich Mugabe nicht einem zweiten Wahlgang stellen; Gerüchte, dass die MDC bereits Gespräche mit der simbabwischen Regierung über einen Rücktritt Mugabes führe, wurden dagegen am 1. April von beiden Seiten dementiert, Robert Mugabe erklärte sich Anfang April zu einem möglichen zweiten Wahlgang gegen Tsvangirai bereit.
Am 2. April 2008 erklärte sich die MDC zum Wahlsieger. Die Partei gab bekannt, ihr Kandidat Tsvangirai habe mit 50,3 % der Stimmen die Präsidentschaftswahlen gewonnen. Kurz darauf teilte die nationale Wahlkommission mit, dass die Regierungspartei bei den Parlamentswahlen ihre Mehrheit eingebüßt hat. Die gespaltene MDC gewann nach Auszählung aller Wahlkreise 109 Sitze, davon 10 Sitze für die Gruppierung von Arthur Mutambara. Die ZANU-PF von Präsident Mugabe kam auf 97 Mandate und wurde damit erstmals seit der Unabhängigkeit Simbabwes (1980) nicht stärkste Kraft des Landes.
Das Lager von Präsident Mugabe zweifelte den Wahlsieg Tsvangirais an und forderte stattdessen eine komplette Neuauszählung aller Stimmen. Ungeachtet der Proteste der Opposition begann die Wahlkommission daraufhin drei Wochen nach den Wahlen mit der Neuauszählung der Stimmen zur Parlamentswahl in 23 von 210 Wahlkreisen. Dabei wurden allerdings keine gravierenden Änderungen im Vergleich zur ersten Auszählung festgestellt, die Wahlkommission bestätigte somit den Wahlsieg der MDC bei den Parlamentswahlen.
Ein Antrag der Opposition auf sofortige Veröffentlichung der Ergebnisse der Präsidentschaftswahlen wurde dagegen am 14. April vom Obersten Gericht Simbabwes abgelehnt. Die MDC hatte vor der Gerichtsentscheidung mit einem Boykott eines zweiten Wahlganges bei der Präsidentschaftswahl gedroht.
Der anhaltende Streit um die Bekanntgabe der Wahlergebnisse führte zu einer Vereinigung der führenden Oppositionellen. Arthur Mutambara, der seit 2005 eine Splittergruppe der MDC angeführt hatte, und Morgan Tsvangirai erklärten gemeinsam die Differenzen für beendet. Damit besitzt die wiedervereinte MDC die absolute Mehrheit der Parlamentssitze.
Am 2. Mai 2008, fünf Wochen nach dem Wahlgang, wurden schließlich die Ergebnisse der Präsidentschaftswahlen offiziell bekanntgegeben. Demnach kommt Tsvangirai auf 47,9 % der Stimmen, Mugabe auf 43,2 %. Damit verfehlten beide die absolute Mehrheit, sodass eine Stichwahl erforderlich wird.

### Politische Krise
Der ungewisse Ausgang der Präsidentschaftswahl führte zu einer angespannten Situation in Simbabwe. Es nahmen die Befürchtungen zu, dass sich die ZANU-PF mit Gewalt an der Macht halten könnte. In der Hauptstadt Harare wurde ein nächtliches Ausgehverbot verhängt, schwer bewaffnete Polizisten patrouillieren durch die Straßen und Robert Mugabe rief erneut zur Verteidigung des Landes gegen „die Weißen“ auf. Nach Zeitungsberichten wurden mehrere Wahlbeamte unter dem Verdacht des Betrugs und Amtsmissbrauchs festgenommen; ihnen wird vorgeworfen, Stimmen für Mugabe unterschlagen zu haben. Ende April stürmten Sondereinheiten der Polizei die Zentrale der MDC in Harare. Bei der Razzia wurden rund 200 Menschen festgenommen. Nach eigenen Angaben reagierten die Sicherheitskräfte damit auf Gewaltakte von MDC-Anhängern gegen Mitglieder der ZANU-PF. Auch Büros unabhängiger Wahlbeobachter wurden von der Polizei durchsucht, dabei seien Unterlagen zur Stimmauszählung mitgenommen worden.
Morgan Tsvangirai forderte die internationale Gemeinschaft zur Hilfe auf, es sei Zeit für eine entschlossene diplomatische Initiative. Er bot angesichts des Sieges der MDC bei den Parlamentswahlen die Bildung einer Regierung der nationalen Einheit an. Welche Rolle Robert Mugabe in solch einer Regierung spielen könne, sei Verhandlungssache. UN-Generalsekretär Ban Ki-moon zeigte sich besorgt über die Verletzung der in der simbabwischen Verfassung festgelegten Zeitspanne zur Bekanntgabe der Ergebnisse der Präsidentschaftswahlen. Auch die Europäische Union und US-Präsident Bush forderten eine sofortige Veröffentlichung der Wahlergebnisse, ein Sprecher der US-Regierung bestätigte den Wahlsieg Tsvangirais.
Sowohl die Regierung Simbabwes als auch die MDC nahmen am 12. April an einem von dem sambischen Präsidenten Mwanawasa einberufenen Krisengipfel der SADC teil, Robert Mugabe selbst blieb dem Treffen aber fern. Am gleichen Tag kam der südafrikanische Präsident Mbeki mit Mugabe in Harare zusammen; es wird erwartet, dass Mbeki seine Vermittlungsbemühungen wieder aufnimmt, nachdem er zwei Tage zuvor Tsvangirai empfangen hatte. Die SADC bestritt nach dem Gipfeltreffen die Existenz einer Krise in Simbabwe, ermahnte aber die Regierung zur Veröffentlichung der Wahlergebnisse.

### Stichwahl
Erst nach langem Zögern beschloss die MDC, an der Stichwahl um das Präsidentenamt am 27. Juni 2008 teilzunehmen. Ihr Kandidat Morgan Tsvangirai sagte vor Journalisten im südafrikanischen Pretoria, der zweite Wahlgang sei die Chance, Diktator Robert Mugabe den K.-o.-Schlag zu versetzen. Als Bedingungen für seine Teilnahme an der Stichwahl nannte er unter anderem ein Ende der Gewalt, die Entsendung von Friedenstruppen der SADC und die Zulassung der internationalen Presse und internationaler Beobachter.
Auch der Wahlkampf zur Stichwahl wurde von Gewaltakten und Repressalien gegen Oppositionspolitiker überschattet. Zahlreiche Politiker der MDC, unter ihnen Arthur Mutambara, wurden inhaftiert, ihnen wurde die Verunglimpfung von Präsident Mugabe vorgeworfen. Alleine im Monat Mai wurden mindestens 60 Oppositionelle getötet. Am 12. Juni 2008 wurde der Generalsekretär der MDC, Tendai Biti, unter dem Vorwurf des Hochverrats festgenommen. Bei einer Verurteilung droht Biti die Todesstrafe.
Trotz Hinweisen auf Attentatspläne gegen Morgan Tsvangirai kehrte der Oppositionsführer Ende Mai nach Simbabwe zurück. Tsvangirai wurde am 4. Juni 2008 während einer Wahlkampftour in der Stadt Bulawayo festgenommen und für mehrere Stunden verhört. Weitere Verhaftungen erfolgten kurz darauf. Gleichzeitig verhängte die Polizei ein Versammlungsverbot für die MDC in Harare, weil sie nach eigenen Angaben die Sicherheit der Oppositionspolitiker nicht gewährleisten konnte. Ein Gericht hob das Verbot auf und garantierte der Opposition Versammlungsfreiheit. Die fortgesetzte Behinderung des MDC-Wahlkampfes löste internationale Proteste aus.
Wie schon beim ersten Wahlgang kündigte die simbabwische Regierung an, zur Stichwahl keine westlichen Wahlbeobachter zuzulassen. Auch die Entsendung eines Sondergesandten der Vereinten Nationen wurde von Simbabwe abgelehnt. Am 5. Juni 2008 forderte Sozialminister Nicholas Goche alle in Simbabwe tätigen Hilfsorganisationen und Nichtregierungsorganisationen auf, das Land zu verlassen. Zuvor war bereits CARE International angewiesen worden, ihre Arbeit einzustellen, da sie die Opposition unterstützt hätten.
Zwei Wochen vor der Stichwahl forderte die Afrikanische Union, die als einzige internationale Organisation ankündigte, Wahlbeobachter zu entsenden, das Ende der politisch motivierten Gewalt in Simbabwe. Dessen ungeachtet drohte Robert Mugabe der simbabwischen Opposition, der er des Verrats bezichtigte, offen mit einem Krieg; er erklärte, dass zu seinen Lebzeiten Simbabwe niemals von Verrätern übernommen werde.
Wenige Tage vor dem Termin der Stichwahl gab Tsvangirai am 22. Juni 2008 auf einer Pressekonferenz in Harare bekannt, nicht zur Stichwahl antreten zu wollen. Als Grund gab der Kandidat der MDC die wachsende Gewalt gegen seine Anhänger im Wahlkampf an. Er könne, so Tsvangirai, von seinen Wählern nicht erwarten, dass sie „ihr Leben auf Spiel setzen“. Einen Tag darauf stürmte die Polizei das Hauptquartier der MDC. Morgan Tsvangirai begab sich aus Angst um sein Leben in die Botschaft der Niederlande.
Bei der folgenden Stichwahl am 27. Juni 2008 wurde Mugabe zwei Tage später offiziell zum Sieger erklärt. Er erhielt nach Angaben der Wahlkommission 2,15 Mio. Stimmen (85,5 %), während Oppositionsführer Tsvangirai, dessen Name noch auf den Wahlzetteln vertreten war, auf 230.000 Stimmen (9,3 %) kam. Direkt nach der Veröffentlichung der Ergebnisse legte der simbabwische Staatschef den Amtseid ab und lud Oppositionschef Tsvangirai zu seiner Amtseinführung, der dieser aber nicht beiwohnte.
Einen Monat nach der Vereidigung Mugabes begannen Gespräche zwischen ihm und Tsvangirai über eine Regierungsbeteiligung der MDC. Auf Vermittlung des südafrikanischen Staatspräsidenten Mbeki einigten sich Mugabe und Tsvangirai im September 2008 auf das Ende der politischen Krise. Die MDC sollte den Premierminister stellen und die Kontrolle über die Polizei Simbabwes erhalten, Mugabes ZANU-PF wurde die Führung des Militär zugestanden. Am 11. Februar 2009 wurde Morgan Tsvangirai schließlich als Premierminister vereidigt, zu seinen Stellvertretern wurden Thokozani Khupe, die stellvertretende Vorsitzende der MDC, Arthur Mutambara, Vorsitzender der Faktion MDC-M, ernannt.

## Wahlergebnis
Ergebnisse des ersten und zweiten Wahlgangs laut offiziellen Angaben.
| Kandidat          | Partei                | Stimmenanteil (1. Wahlgang) | Stimmenanteil (2. Wahlgang) |
| ----------------- | --------------------- | --------------------------- | --------------------------- |
| Morgan Tsvangirai | MDC                   | 47,9 %                      | 9,3 %                       |
| Robert Mugabe     | ZANU-PF               | 43,2 %                      | 85,5 %                      |
| Simba Makoni      | Unabhängiger Kandidat | 8,3 %                       | —                           |
| Langton Towungana | Unabhängiger Kandidat | 0,6 %                       | —                           |